# Onat Kutlar
Onat Kutlar, de son nom complet Mehmet Arif Onat Kutlar, né le 25 janvier 1936 à Alanya et mort à Istanbul le 11 janvier 1995 des blessures reçues dans un attentat, est un écrivain turc, auteur de nouvelles, d'essais et de poèmes, ainsi que de scénarios de films.

## Biographie
Onat Kutlar est le petit-fils d'Arif Pacha, gouverneur ottoman de Taif, ville aujourd'hui située en Arabie saoudite à 65 km à l'est de La Mecque. Son père, Ali Riza Bey, était magistrat.
Il grandit à Gaziantep. Après avoir étudié le droit à l'université d'Istanbul, il reçoit une bourse qui lui permet de venir en 1961 à Paris, où il suit des cours de philosophie.
Onat Kutlar portait un grand intérêt au cinéma. Il est l'un des fondateurs de la cinémathèque turque et du Festival international du film d'Istanbul. Il était critique de cinéma au quotidien Cumhuriyet. Il était producteur de films et scénariste (Une saison à Hakkari d'Erden Kıral).
Le 30 décembre 1994, il est l'une des victimes de l'attentat perpétré à la cafétéria de l'hôtel Marmara, dans le quartier de Taksim à Istanbul. Il meurt de ses blessures le 11 janvier suivant. « Plusieurs milliers de personnes, dont l'écrivain Yasar Kemal, ont transformé ses funérailles en manifestation contre le terrorisme islamiste ».

## Récompenses et distinctions
- Chevalier des arts et des lettres (1994).